# Ajurbarwada
Ajurbarwada (mongolsky Аюурбарбад; čínsky pchin-jinem Àiyùlíbálìbādá, znaky 愛育黎拔力八達; 9. dubna 1285 – 1. března 1320), byl od roku 1311 čtvrtým císařem říše Jüan a sedmým velikým chánem mongolské říše s titulem Bujantu-chán (mongolsky Буянт хаан).
Roku 1311 nastoupil na trůn říše Jüan Chajsan, jeho mladší bratr Ajurbarwada se stal následníkem trůnu. Podle dříve uzavřených dohod roku 1311 v poklidu nastoupil po zemřelém bratru a pod vlivem čínských učenců, mezi nimi především Li Menga, změnil směr vládní politiky. Od dob Chubilajovy vlády byl prvním císařem říše Jüan, který aktivně podporoval čínskou kulturu, mimo jiné obnovil úřednické zkoušky.

## Mládí
Ajurbarwada byl třetí syn Chubilajova vnuka Darmabaly a Targi z kmene Chongiratů. Byl vychováván konfuciánským učencem Li Mengem, který silně ovlivnil jeho politické postoje.
Roku 1305 císařovna Bulugan prosadila odvolání Ajurbarwady ode dvora a s titulem knížete z Chuaj-ning ho poslala do Chu-nanu. Císař a Ajurbarwadův strýc Temür zemřel 2. února 1307. Neměl přímého dědice, protože jeho mladý syn Taču zemřel o rok dříve.
Bulugan, nyní císařovna vdova prosazovala na uvolněný trůn říše Jüan Chubilajova vnuka Anandu, muslima a velitele vojsk v Kan-su. Podporovala ji část ministrů v čele s Achutajem, hlavním poradcem po levici ústředního sekretariátu. Proti tomu se postavil Hargasun, stojící v čele ústředního sekretariátu (byl hlavním poradcem po pravici) a někteří princové z Čingisova rodu. Ti se rozhodli podpořit Darmabalovy syny – velitele vojsk v Mongolsku Chajsana a Ajurbarwadu. Hargasun povolal Ajurbarwadu a Li Menga z Chuaj-čou (懷州) do hlavního města – Chánbalyku (dnešní Peking) a předal mu velení nad věrnými vojáky. S nimi Ajurbarwada 4. dubna převzal moc, zabil Achutaje a uvěznil Anandu i císařovnu. Poté Chajsan přitáhl z Karakorumu s třicetitisícovou armádou. Jejich matka Targi zprostředkovala dohodu, podle které Ajurbarwada odevzdal moc v metropoli Chajsanovi. Výměnou byl v červnu 1307 prohlášen následníkem trůnu. Ananda a Buluchan byli popraveni.

## Následník trůnu
Ajurbarwada se postavil do čela ústředních vládních orgánů. Obklopovali ho čínští učenci Čen Chao, Wang I, Wang Jüe, Čao Meng-fu, Wang Ťie, Čan Jao-čchuo, Šang-jie, Jao Suej, and Sia Ku; umělci Šang Čeng a Wang Čeng-peng; Chagaan, učenec z Balchu a ujgurský lyrik Haiya.
Četl a psal čínsky a oceňoval čínské malířství a kaligrafii, měl hluboké znalosti konfuciánství a čínské historie. Konfuciánská politická etika ho silně ovlivnila, přirozeně pak oponoval bratrově vykořisťovatelské politice. Chajsanovi straníci reagovali obviněním Li Menga z ponoukání Ajurbarwady k pokusu o uchvácení trůnu; Li Meng opustil dvůr neprodleně po Chajsanově nástupu. Ajurbarwada sice vystoupil na Li Mengovu obranu, ale nedosáhl ničeno. Nicméně jeho skrytý nesouhlas s bratrovými ministry trval do konce bratrovy vlády.
Chajsan zemřel v lednu 1311. V kontrastu s událostmi roku 1307 Ajurbarwada převzal vládu hladce a klidně, což bylo v historii říše Jüan výjimečné. Kurultaje, na kterém byl formálně vybrán za velikého chána a císaře se zúčastnilo na 14 tisíc vznešených Mongolů, každý z nich s doprovodem a 700–1000 koňmi. Nastolen byl s titulem Bujantu-chán.

## Vláda

### Vláda v Číně
U moci prosazoval reformy založené na zavádění konfuciánských principů do vládní praxe. Vyvolával tím nespokojenost mongolské nobility. Po nástupu na trůn zrušil sekretariát státních záležitostí (šang-šu-šeng) založený Chajsanem a popravil jeho pět předních úředníků. Také zrušil platnost Chajsanovy emise státovek (státovky č'-ta) a mincí a za jedinou oficiální měnu vyhlásil starší emise čung-tung a č'-jüan. Počet úředníků byl snížen na úroveň roku 1293, status dříve povýšených úřadů byl snížen na úroveň jakou měly za Chubilajovy vlády. Různé veřejné stavební projekty předchozího císaře byly zrušeny. Kromě Mongolů a Se-muů zaujali vysoké funkce v ústředním sekretariátu i Číňané Li Meng a Čang Kuej. Úřad pro obchodní daně byl zrušen.
K nejdůležitějším reformám patřilo znovuzavedení úřednických zkoušek pro výběr kandidátů na vedoucí pozice ve státní správě roku 1313. Debaty o zavedení výběru úředníků prostřednictvím zkoušek probíhaly už za vlády chána Chubilaje, nicméně tehdy bezvýsledně. Zkoušky byly založeny na prověřování znalostí neokonfucianismu, který si pozici oficiální státní filozofie udržel i po pádu jüanské říše. Vláda ovšem nepřipustila převládnutí Číňanů ve správě státu, Mongolové a Se-muové skládali lehčí zkoušky a navíc měli vyhrazeny zvláštní kvóty.
Ajurbarwadova vláda se věnovala i uspořádání zákonů. Už první měsíc vlády císař rozkázal ústřednímu sekretariátu uspořádat zákony a nařízení vyhlášené od počátku Chubilajovy vlády. Na 2400 zákonů a výnosů bylo shromážděno do roku 1316, ale proces jejich revize a sjednocení byl dokončen až roku 1323, kdy císař Šidebala soubor zákonů vydal pod názvem Ta Jüan tchung-č' (大元通制). Na rozdíl od zákoníků čínských dynastií, byl jüanský kodex silně ovlivněn mongolskými zvyky a zvláštnostmi.
Císař věřil, že mongolské elity i Se-muové by se měli učit z konfuciánské politické filozofie a čínských historických zkušeností ku prospěchu a upevnění jüanské vlády. Během jeho vlády byla přeložena a publikována s jeho souhlasem a podporou řada čínských knih. Mezi jinými Kniha historie, Ta-süe jen-i (大學衍義), Čen-kuan čeng-jao (貞觀政要) a Siao ťing (孝經).
Císař se snažil posílit moc ústředních úřadů a oslabit zejména soudní pravomoci knížat nad obyvatelstvem jejich domén. Knížecí panství tvořila autonomní oblasti říše už od jejích počátků a centralizační snahy se setkaly s prudkým odporem mongolské elity.
V čele vlády stál v prvních letech Ajurbarwadova panování Temüder, který kvůli centralizační politice získal četné nepřátele mezi vznešenými Mongoly a v důsledku nekompromisní likvidace konfuciánských oponentů vlády i mezi čínskými vzdělanci. Konfuciáni ho prohlašovali za „zlého ministra“, oponenti centralizačních snah ho obvinili z korupce a roku 1317 dosáhli jeho odvolání. Díky ochraně Targi však Temüder přišel pouze o funkci, nikoliv o majetek nebo život.
Císař podporoval zemědělství, ve snaze o zvýšení státních příjmů. Temüder přijal rozhodná opatření, která zahrnovala výběr daní ze soli a železa a přísnější kontrolu zahraničního obchodu. Vzrostly obchodní styky s Evropou, nicméně neuspěl pokus o nový katastr (Jen-jou ťing-li, 延祐經理), který zahrnoval nové rozměření půdy zahájené roku 1314. Pokud by revize katastru byla úspěšná, přinesla by efektivnější rozdělení pozemkové daně a značné zvýšení příjmů státu. Nicméně neobratné zavádění reformy zkorumpovanými úředníky vyústilo v rozsáhlou nespokojenost.Na podzim 1315 dokonce v Ťiang-si vypuklo povstání. bylo sice během dvou měsíců potlačeno, ale znejistělá vláda v zájmu klidu reformu zastavila.

### Mongolská říše
Ajurbarwada navázal na politiku předešlých velikých chánů. Uvědomil vazalské země o svém nástupu na trůn a vyzval je k odevzdání tributu. Patřily mezi ně Čampa, Vietnam, ostrovy Rjúkjú, Malabárské pobřeží a horská království na hranicích Jün-nanu.
Chánem Zlaté hordy byl od roku 1312 muslim Uzbek, který prosazoval islám i mezi svými mongolskými poddanými. Jüanští vyslanci podpořili buddhistickou a šamanistickou opozici. Následné nepřátelství přineslo oslabení jüanských kulturních vlivů, silných před Uzbekovým nástupem.
Přátelské vztahy udržoval veliký chán s ílchánem Öldžejtü. Chán čagatajského ulusu Esen Buka (vládu mu získal bratr Kebek poté, co svrhl chána Taliqu a ve válce s Ögedejidy připojil jejich území) se pokoušel od velikého chána získat uznání právoplatnosti své vlády. Roku 1312 i 1313 poslal do Chánbalyku tribut, ale jüanskou vládu neoblomil a ona naopak vyostřila vztahy, když omezila vzájemný obchod. Esen Buka se bez úspěchu pokusil získat podporu Uzbeka. V rozvíjejícím se konfliktu jüanskou říši podpořil ílchanát, který roku 1313 zaútočil v jižním Afghánistánu. Následující rok se dala do pohybu i jüanská armáda. Esen Buka byl donucen k válce na dvou frontách. Jeho další pokus o vtáhnutí Zlaté hordy do války proti říši Jüan selhal, a sám se proti dvěma mocným nepřátelům neudržel, zvláště poté, co jeden z Čagatajidů, Jasabur, přešel k nepříteli. Jüanská armáda v čele s Kipčakem Čongurem obsadila Esen Bukova sídla – oblast u jezera Issyk-kul a město Talas. Sérii jüanských vítězství zkalil pouze útěk Chajsanova syna Chošily do čagatajského ulusu roku 1315. Po Esen Bukově smrti roku 1318 jeho nástupce Kebek zastavil odpor a uznal svrchovanost velikého chána.

## Následník, smrt
Ajurbarwada porušil slib jmenovat následníkem trůnu Chajsanova syna. Korunním princem určil svého syna Šidebalu, zatímco staršího Chajsanova syna Chošilu obdařil knížecím titulem a roku 1316 poslal do vzdáleného Jün-nanu.
Ajurbarwada zemřel 1. března 1320. Po smrti císaře přišlo období politické nestability. Novým císařem se stal Šidebala, ale už roku 1323 byl zavražděn. V následujícím desetiletí se na trůnu vystřídalo několik krátce vládnoucích císařů, žádný z nich však nebyl potomkem Ajurbarwady.

## Zajímavost
Císař roku 1314 garantoval františkánským mnichům daňovou imunitu. Požadoval za to modlitby za jeho život a požehnání při ceremoniálních příležitostech.